# Alberto Zapater
Alberto Zapater Arjol (Ejea de los Caballeros, 13 de junho de 1985) é um futebolista espanhol que atua como meia. Atualmente, joga pelo Atlético Ottawa. 